# Štadión MFK Zemplín
Štadión MFK Zemplín je fotbalový stadion, na němž hraje své domácí zápasy slovenský klub MFK Zemplín Michalovce. Má kapacitu 4 440 míst, z toho 4 090 je na sezení. Osvětlení stadionu je 1 200 luxů.

## Historie stadionu
- 1912 – první doložený zápas michalovského fotbalového oddílu s Football Clubem z Pozdišoviec, který Pozdišovce vyhrály jasně 6:0.[2]
- 1914 – schůzka michalovského atletického klubu (N.A.C. – maďarsky Nagymihályi athleticai club), jehož součástí byl i fotbalový oddíl.[3]
- 1953 – přesun hřiště na současné místo. Povrch hrací plochy tvořila škvára, za šatny sloužily dřevěné baráky a hráči se umývali v nedaleké řece Laborec.[3]
- 1958 – na stadioně se začíná budovat první tribuna. Stavební práce urychlila intervence tehdejšího československého prezidenta Antonína Novotného.[3]
- 1962 – škvára, kterou před fotbalovými zápasy polévali kvůli prašnosti hasiči vodou, byla zatravněna.[3]
- 1968 – po obvodu stadionu se budují betonové ovály.[3]
- 1978 – vybudována nová tribuna se šatnami, saunou, prádelnou a dalšími prostorami pro potřeby klubu. Byla slavnostně otevřena utkáním se Slovanem Bratislava, které Michalovce vyhrály 2:0.[3]
- 2006 – začala první etapa rekonstrukce stadionu, tribuna prošla modernizací, vedlejší travnatá plocha byla pokryta umělým trávníkem a osvětlena.[3]
- 2009 – dosud stadion sloužil příležitostně i atletice, poté byla atletická dráha zatravněna. Začala kompletní přestavba stadionu. Odstraněny byly i betonové ovály.[3]